# Mbélé
Mbélé est une localité du Cameroun, située dans l'arrondissement (commune) de Bibey, le département de la Haute-Sanaga et la région du Centre.

## Population
En 1963, Mbélé comptait 415 habitants, principalement des Bamvele. Lors du recensement de 2005, on a dénombré 481 personnes.